# Templo romano de Bziza
El Templo romano de Bziza, es un edificio bien conservado del siglo I d. C. dedicado a Azizos; una personificación de la estrella de la mañana en la mitología cananea. Este templo romano da nombre a la actual ciudad libanesa de Bziza, ya que este vocablo es unas puertas que conectan a una cela cuadrada. En la parte posterior del templo yacen los restos del ádyton donde alguna vez estuvieron las imágenes de la deidad. El antiguo templo funcionaba como un aedes, la morada de la deidad. El templo se transformó en una iglesia y sufrió modificaciones arquitectónicas durante dos fases de la cristianización; en el periodo bizantino temprano y más tarde en la Edad Media. La iglesia coloquialmente conocida como la "Dama de los pilares", cayo en mal estado. A pesar de esta condición la devoción cristiana todavía se mantuvo en el siglo XIX en una de las hornacinas del templo. El templo ha sido múltiples veces representado en sellos emitidos por el estado libanés.

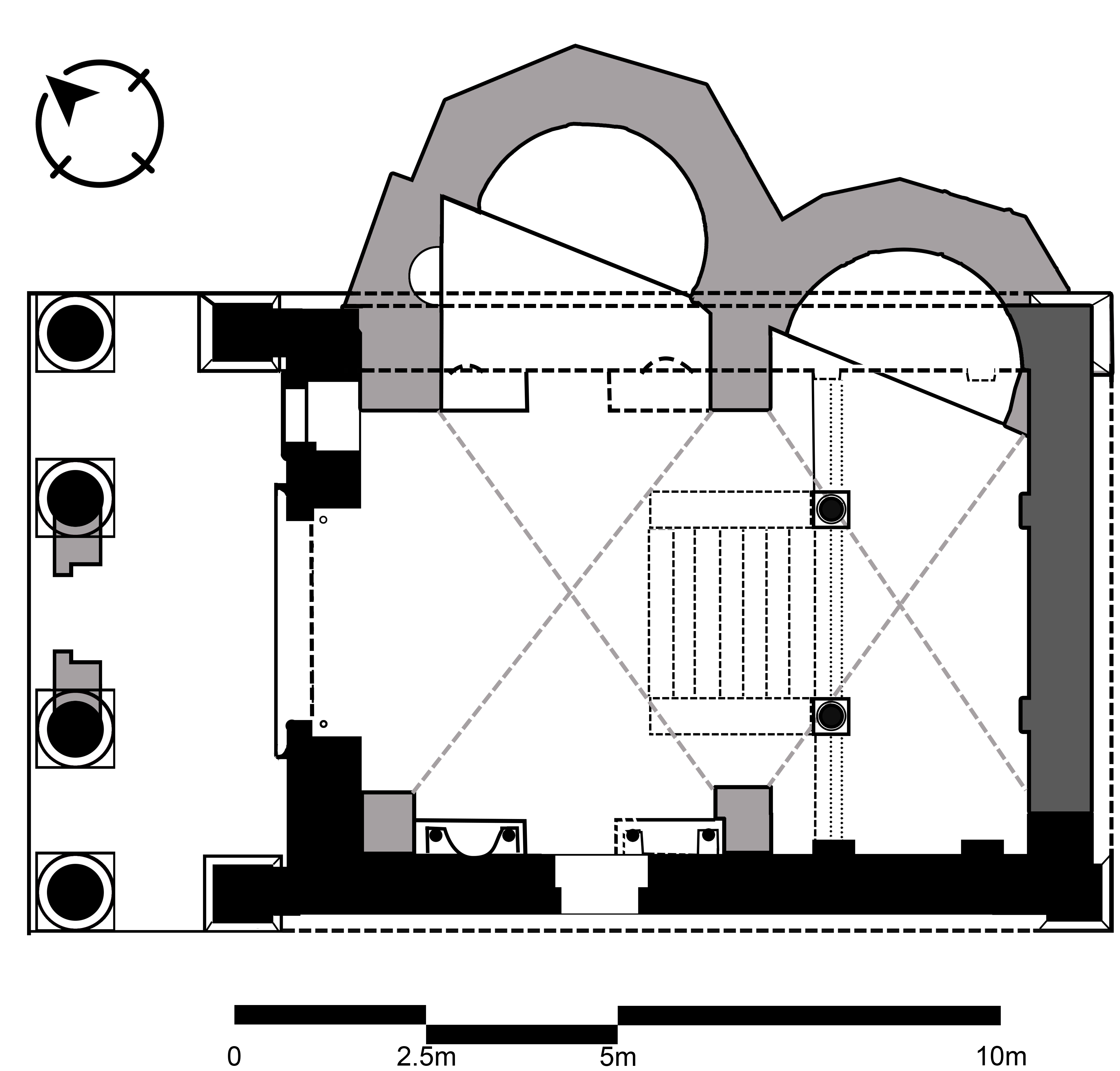
Plano del templo tetrastilo de Bziza. Arriba en gris ampliación posterior (bizantina).

## Ubicación
La ciudad de Bziza se ubica dentro del distrito Kura, dentro de la división administrativa de Gobernación de Líbano Norte a ochenta y tres (83) kilómetros al norte de Beirut. El templo está ubicado a trescientos cincuenta (350) metros al sur del centro de la ciudad y esta a solo tres (3) kilómetros del gran complejo de templos romanos de Qasr Naous en la ciudad de Ain Aakrine.

## Arquitectura
El templo de Bziza cuenta con un pórtico tetrástilo bien conservado con detalles de orden jónico. El sillar rectangular del templo mide 8,5 metros por 14 metros.
 El pórtico esta orientado hacia el noroeste, encabezado por columnas no fluidas que se alzan sobre bases talladas con remate en ático.
Las columnas miden 5,93 metros de alto con 67 centímetros de diámetro. Tres de las columnas monolíticas del pórtico siguen en pie, y la cuarta; encontrada en la esquina norte del templo, se rompió en dos partes y fue vuelta a erigir durante los trabajos de restauración. Las columnas están coronadas con capiteles jónicos que sostienen un friso que se extiende sobre tres de las cuatro columnas. El espacio que hay entre las columnas centrales es más ancho que el que hay entre las columnas distales. La columnata se agregó en una etapa posterior de la construcción del templo como lo indica el estilo de los capiteles que se adhieren al modelo encontrado en Siria y Anatolia a partir del siglo II d. C. El pórtico, que se encuentra bien conservado esta enmarcado por una corta anta que termina con pilastras angulares que se repiten en la parte trasera del edificio. Se podía acceder al templo desde una escalera, pero esta fue desmantelada.

## Construcción
El templo de Bziza fue construido durante la dinastía Julio-Claudia en el siglo I d. C., en un momento en que la hegemonía romana sobre la región aún se estaba consolidando.